# Augny
 Augny  es una población y comuna francesa, en la región de Lorena, departamento de Mosela, en el distrito de Metz-Campagne y cantón de Montigny-lès-Metz.

## Demografía
| 1074 | 1148 | 1390 | 1503 | 1576 | 1738 |
| Para los censos de 1962 a 1999 la población legal corresponde a la población sin duplicidades (Fuente: INSEE [Consultar]) |      |      |      |      |      |